# ميامي (قبيلة)
ميامي هي قبيلة هندية في أمريكا الشمالية من عرق ألغونكين، وكان الإنكليز قد سموهم توايتويز Twightwees وهو تحريف لاسمهم الأصلي الذي يعني صياح الكركي، وكانوا يعيشون في جنوب شرق ويسكنسن وفي عام 1764 كان عددهم حوالي 1750. وكانوا متقدمين وعاشوا في بلدات مطوقة، وكانوا ضمن مؤامرة بونتياك عام 1764 حرب التحرير الأمريكية وحرب 1812 حيث حاربوا في هاتين الحربين مع الإنكليز، وبعدها بدأت أعدادهم تتناقص، والآن يعيشون في المحميات في أوكلاهوما ومحافظة واباش في إنديانا.